# 梁之安
梁之安（1928年—2000年），男，广东南海人，中国生理学家，曾任中国科学院上海生理研究所研究员、博士生导师。